# Dodrupchen Rinpoché
Pour les articles homonymes, voir Rinpoché.
Dodrupchen Rinpoché aussi écrit Dodroupchen Rinpoché (né en 1927 au Tibet mort le 25 janvier 2022 au Sikkim) le quatrième du nom par sa lignée, appelé aussi Tubten Trinlé Pal Zangpo est un des plus grands maitres du bouddhisme tibétain des traditions nyingmapa et dzogchen, détenteur du Longchen Nyingthik.
A l'âge de 31 ans, en raison des changements politiques, il part du Tibet pour s'installer en octobre 1957 au Sikkim où il réside depuis.
En 1991, il consacre le lieu choisi et béni par Dilgo Khyentsé Rinpoché où sera construit Lérab Ling dans le sud de la France.